# Panzer Front
A Panzer Front (パンツァーフロント) egy második világháborús harckocsi szimulációs játék, amelyet a Shangri-La fejlesztett és az ASCII Entertainment adott ki PlayStation és Dreamcast játékkonzolokra. Japánban a játékot az ASCII Entertainment jelentette meg 1999. december 22-én, Európában a JVC Digital Studios 2001. április 17-én, míg Észak-Amerikában az Agetec 2001. szeptember 10-én. A játékot 2001. november 29-én az Enterbrain újra kiadta az Enterbrain Collection termékvonalukban.

## Játékmenet
A Panzer Frontban a játékosok a harckocsiparancsnok szerepét öltik magukra a második világháború során, amely alatt hat kitalált harckocsit irányíthatnak. A pályák valós történelmi hadműveletek mintájára épültek. A játék folyamán a játékos a harckocsija vezetése mellett tüzérségi fedezőtüzet is kérhet. A Panzer Frontnak valósághű játékmenete van, bizonyos ellenséges egységek akár egy lövéssel is elpusztíthatják a játékos páncélosát. Bizonyos pályákon ha az összes szövetséges harckocsi elvész, akkor erősítés hívható helyükre.

### Járművek
A játék kezdetén elérhető harckocsik mellett a Panzer Frontban több, mint negyven harckocsi irányítható az Amerikai Egyesült Államok, az Egyesült Királyság, a Szovjetunió és Németország hadseregéből. Ezen harckocsik kizárólag az egypályás játékmódban használhatóak. Két modern közepes harckocsi is elérhető a játék egyik pályáján.

### Küldetések
A Panzer Frontban huszonöt küldetés van, amelyek valós eseményeken alapulnak. Példának okáért a játékban szerepel a brit páncélos hadoszlop megsemmisítése a Villers-Bocage-i csatában, az amerikai és a német hadsereg összecsapásai Le Dézertnél, a Reichstag védelme a berlini csatában, illetve több pálya is a kurszki csatán alapul.

## Panzer Front bis.
A Panzer Front bis. az eredeti játék frissített változata, amely 2001. február 8-án jelent meg Japánban. A bis. a korábbi verzió összes harckocsiját és küldetését szerepelteti, de ezek mellett számos új páncélost, tíz új küldetést és egy pályaszerkesztőt is tartalmaz. Az eredeti tervek szerint a játék 2002 közepe tájékán jelent volna meg Európában, de mivel a JVC bezárta a videójátékos részlegét, ezért a játék végül nem jelent meg.

## Fogadtatás
A japán Famicú magazin 30/40-es értékelést adott a játék Dreamcast-verziójára. Az 576 Konzol 8,5/10-es pontszámmal díjazta a játék Dreamcast-, illetve 9/10-es pontszámmal a PlayStation-kiadását.

## Fordítás
- Ez a szócikk részben vagy egészben  a   Panzer Front című angol Wikipédia-szócikk ezen változatának fordításán alapul.  Az eredeti cikk szerkesztőit annak laptörténete sorolja fel. Ez a jelzés csupán a megfogalmazás eredetét és a szerzői jogokat jelzi, nem szolgál a cikkben szereplő információk forrásmegjelöléseként.